# Big Creek Canyon
Big Creek Canyon är en kanjon i Kanada. Den ligger i provinsen British Columbia, i den sydvästra delen av landet, 3 500 km väster om huvudstaden Ottawa. Big Creek Canyon ligger 509 meter över havet.
Terrängen runt Big Creek Canyon är huvudsakligen kuperad, men åt nordväst är den platt. Big Creek Canyon ligger nere i en dal som går i öst-västlig riktning. Trakten runt Big Creek Canyon är nära nog obefolkad, med mindre än två invånare per kvadratkilometer.. Det finns inga samhällen i närheten.
I omgivningarna runt Big Creek Canyon växer i huvudsak barrskog.